# Morti nel 1629
| Questa pagina contiene informazioni ricavate automaticamente dalle voci biografiche con l'ausilio del template Bio e di un bot. L'aggiornamento è periodico e automatico e ricostruisce completamente la pagina. Se manca una persona in questa lista, sei pregato di non aggiungerla, ma accertati piuttosto che la sua voce biografica contenga il template Bio e che i dati anagrafici siano correttamente compilati. Se il template Bio manca, inseriscilo tu stesso o, in alternativa, metti l'avviso {{tmp\|Bio}} che ne segnala la mancanza. Se i dati riportati sono sbagliati, correggi direttamente la voce biografica; le modifiche saranno visibili in questa lista entro pochi giorni. Per chiarimenti vedi il progetto biografie. La lista contiene solo le 95 persone che sono citate nell'enciclopedia e per le quali è stato implementato correttamente il template Bio. Pagina aggiornata al 26 feb 2025. |

## Gennaio(8)
- 7 gennaio - Enrico Federico del Palatinato, principe tedesco (n. 1614)
- 11 gennaio - Giorgio Centurione, politico e militare italiano (n. 1553)
- 13 gennaio - Stefano Pieri, pittore italiano (n. 1544)
- 19 gennaio - ʿAbbās I il Grande, sovrano e militare persiano (n. 1557)
- 23 gennaio - André Schott, gesuita, umanista e teologo fiammingo (n. 1552)
- 27 gennaio - Susan de Vere, nobildonna inglese (n. 1587)
- 28 gennaio - Giacomo Cavalieri, cardinale italiano (n. 1565)
- 30 gennaio - Carlo Maderno, architetto italiano (n. 1556)

## Marzo(9)
- 9 marzo - Girolamo Aleandro, letterato italiano (n. 1574)
- 10 marzo - Volpiano Volpi, arcivescovo cattolico italiano (n. 1559)
- 13 marzo - Basilius Besler, farmacista e botanico tedesco (n. 1561)
- 16 marzo - Emilia di Nassau, principessa (n. 1569)
- 19 marzo - Maria van Utrecht, nobildonna olandese (n. 1551)
- 23 marzo - Francis Fane, I conte di Westmorland, politico inglese (n. 1580)
- 26 marzo - Agnese di Brandeburgo, principessa tedesca (n. 1584)
- 27 marzo - Baldassare Maggi, architetto svizzero
- 29 marzo - Jacob de Gheyn, pittore e incisore olandese

## Aprile(6)
- 9 aprile - Pietro Valier, cardinale e arcivescovo cattolico italiano (n. 1574)
- 14 aprile - Antonio Vassilacchi, pittore greco
- 15 aprile - Salvatore Massonio, letterato, medico e storico italiano (n. 1559)
- 17 aprile - Caterina di Ferdinando de' Medici, nobile (n. 1593)
- 19 aprile - Sigismondo d'India, compositore italiano
- 30 aprile - Hendrik Faydherbe, scultore e poeta fiammingo (n. 1574)

## Maggio(2)
- 8 maggio - Isabella Gesualdo, nobile italiana (n. 1611)
- 14 maggio - Jean Gordon, nobildonna scozzese (n. 1546)

## Giugno(1)
- 18 giugno - Piet Pieterszoon Hein, corsaro, pirata e ammiraglio olandese (n. 1577)

## Luglio(4)
- 8 luglio - Girolamo Borsieri, poeta, scrittore e presbitero italiano (n. 1588)
- 13 luglio - Caspar Bartholin il Vecchio, medico e umanista danese (n. 1585)
- 16 luglio - Luigi Melzi, politico italiano (n. 1554)
- 23 luglio - Bartolomeo Sovero, matematico svizzero (n. 1576)

## Agosto(11)
- 1º agosto - Ottavio Bandini, cardinale e arcivescovo cattolico italiano (n. 1558)
- 4 agosto - Andrea Baroni Peretti Montalto, cardinale e vescovo cattolico italiano (n. 1572)
- 14 agosto - Carlo Gaudenzio Madruzzo, cardinale e vescovo cattolico italiano (n. 1562)
- 15 agosto - Bartolomeo Cesi, pittore italiano (n. 1556)
- 16 agosto - Alessandro d'Aremberg, nobile belga (n. 1590)
- 16 agosto - Stephan Alexander Segesser von Brunegg, ufficiale svizzero (n. 1570)
- 21 agosto - Camillo Procaccini, pittore italiano (n. 1561)
- 23 agosto - Tomas de Lemos, teologo spagnolo (n. 1555)
- 27 agosto - Adam Wągrowicensis, compositore e organista polacco
- 29 agosto - Pietro Bernini, pittore e scultore italiano (n. 1562)
- 29 agosto - Carlotta Caterina de La Trémoille, nobildonna francese (n. 1568)

## Settembre(8)
- 5 settembre - Domenico Allegri, compositore e cantore italiano
- 6 settembre - Antonio Bosio, archeologo maltese (n. 1575)
- 7 settembre - Giovanni XV di Alessandria, vescovo cristiano orientale egiziano
- 13 settembre - Johannes Buxtorf il Vecchio, ebraista e docente tedesco (n. 1564)
- 15 settembre - Marcello Sacchetti, banchiere, mercante e mecenate italiano (n. 1586)
- 17 settembre - Giovanni Faber, botanico, medico e collezionista d'arte tedesco (n. 1574)
- 21 settembre - Jan Pieterszoon Coen, politico e generale olandese (n. 1587)
- 25 settembre - Agostino Gradenigo, patriarca cattolico italiano (n. 1570)

## Ottobre(11)
- 2 ottobre - Pierre de Bérulle, teologo e cardinale francese (n. 1575)
- 2 ottobre - Antonio Cifra, compositore italiano
- 2 ottobre - Giovanni Garzia Mellini, cardinale italiano (n. 1562)
- 3 ottobre - Paolo Agostini, compositore e organista italiano (n. 1583)
- 3 ottobre - Giorgi Saakadze, militare georgiano
- 4 ottobre - Bernardo Castello, pittore italiano (n. 1557)
- 5 ottobre - Heribert Rosweyde, biografo e gesuita olandese (n. 1569)
- 13 ottobre - Petrus Bertius, cartografo, bibliotecario e matematico fiammingo (n. 1565)
- 15 ottobre - Filippo Paruta, numismatico, archeologo e storiografo italiano (n. 1552)
- 22 ottobre - Niccolò Roccatagliata, scultore italiano
- 23 ottobre - Anthony-Maria Browne, II visconte Montagu, nobile e politico inglese (n. 1574)

## Novembre(2)
- 1º novembre - Hendrick ter Brugghen, pittore olandese (n. 1588)
- 15 novembre - Gabriele Bethlen, nobile e generale ungherese (n. 1580)

## Dicembre(4)
- 1º dicembre - Caterina di Nevers, nobile francese (n. 1568)
- 4 dicembre - Grazio Cossali, pittore italiano (n. 1563)
- 18 dicembre - Alessandro Allegri, letterato italiano (n. 1560)
- 23 dicembre - Giovanni I Corner, doge (n. 1551)

## Senza giorno specificato(29)
- Nicolaes Aertsens, pittore fiammingo
- Andrea Andreani, incisore italiano
- Giacomo Bambini, pittore italiano (n. 1582)
- Luis de Bolaños, missionario spagnolo
- Girolamo Branconio, abate, letterato e mecenate italiano
- Domenico Curtoni, architetto italiano (n. 1556)
- Damat Halil Pascià, politico e militare ottomano (n. 1570)
- Giovanni Nicolò Doglioni, matematico e notaio italiano (n. 1548)
- Gaspar Fernandes, compositore portoghese (n. 1566)
- Pietro Fiorini, architetto italiano (n. 1539)
- Angelo Grillo, scrittore e poeta italiano (n. 1557)
- Paolo Guidotti, pittore e scultore italiano (n. 1560)
- Ruy Díaz de Guzmán, esploratore paraguaiano (n. 1554)
- John Holmes, cantore e compositore inglese
- Filippo Teodoro di Liagno, pittore italiano (n. 1589)
- Lorenzo Binago, architetto italiano (n. 1554)
- Giovannangelo Lottini, religioso italiano (n. 1549)
- Fabio Mangone, architetto italiano (n. 1587)
- Avanzino Nucci, pittore italiano
- Giovanni Priuli, compositore e organista italiano
- Simão Rodrigues, pittore portoghese (n. 1560)
- Egidius Sadeler, incisore fiammingo (n. 1570)
- John Speed, cartografo e storico inglese (n. 1552)
- Anna Maria Strada, boema
- Otto van Veen, pittore fiammingo
- Tobias Volckmer, orologiaio tedesco (n. 1560)
- John Whitson, politico britannico (n. 1558)
- Matthæus Yrsselius, religioso belga (n. 1541)
- César de Notre-Dame, scrittore e pittore francese (n. 1553)